# سم چویی
سم چویی کای-سینگ (‎/ˈtʃuːiː/‎؛ چینی: 崔佳星؛ به انگلیسی: Sam Chui؛ متولد ۷ نوامبر ۱۹۸۰) وبلاگ‌نویس، عکاس و نویسنده حوزه هوانوردی و مسافرتی چینی-استرالیایی است. او چهار کتاب شامل ایر۱، ایر۲، ایر۳ و ایر۷۴۷ تألیف کرده‌است. سم چویی همچنین مدیر و مجری کانال یوتیوبی در حوزه هوانوردی است که بیش از ۲٬۷ میلیون مشترک دارد. وی در حال حاضر در دبی،امارات زندگی می‌کند.

## زندگی
سم چویی در ۷ نوامبر ۱۹۸۰ در پکن، چین متولد شد. در کودکی، والدینش به هنگ‌کنگ نقل مکان کردند. در دوران نوجوانی، به واسطهٔ حضور در فرودگاه کای تاک، هنگ‌کنگ و مشاهدهٔ نشست و برخاست هواپیماها، به دنیای هوانوردی علاقه‌مند شد. او در کالج کینگ در هنگ کنگ تحصیل کرد و پس از آن تحصیل خود را در استرالیا ادامه داد. او در اوایل سال ۲۰۱۱ به امارات نقل مکان کرد تا صندوق ثروت ملی مشغول به کار شود.

## حرفه

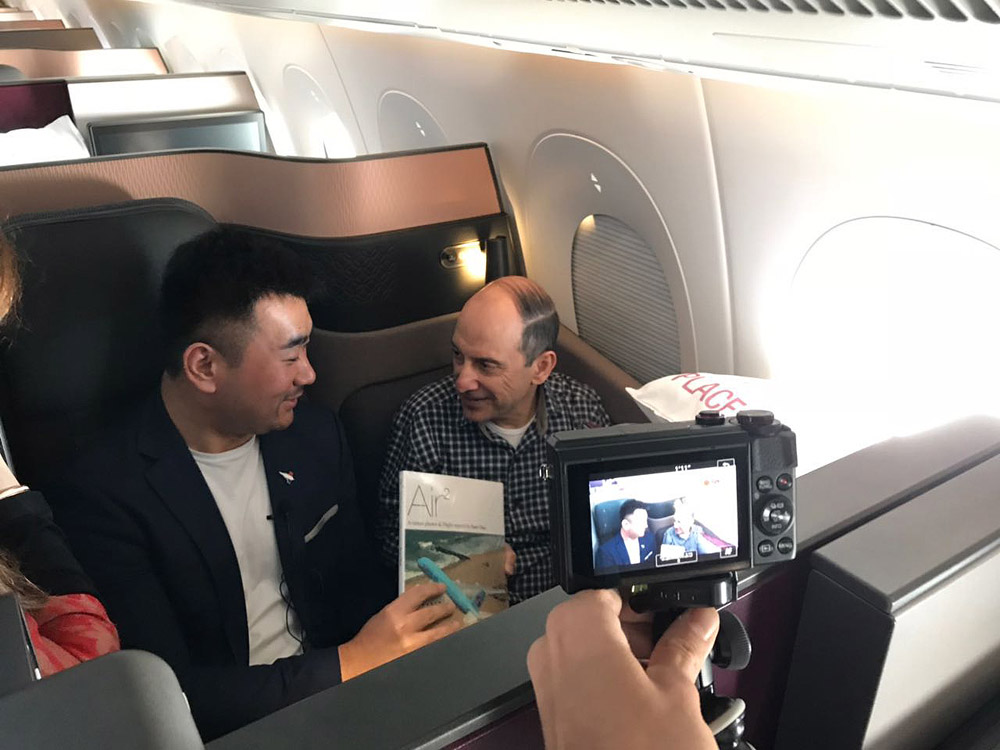
چویی در حال فیلمبرداری برای وی‌لاگ خود در هواپیمای ایرباس ای۳۵۰ ایکس‌دابلیوبی متعلق به شرکت قطر ایرویز

در سال ۱۹۹۹، چویی وب‌سایتی راه اندازی کرد که عکس هواپیماها را منتشر می‌کرد. پس از آن او دربارهٔ رویدادهای جاری هوانوردی نوشت. در آن زمان او به خاطر تصاویر هوایی که با بالگرد از فرودگاه بین‌المللی لس آنجلس منتشر کرده بود، شناخته شد.
در سال ۲۰۰۷، او کانال یوتیوب خود را راه‌اندازی کرد. او در این کانال ویدیوهایی از مدل‌های مختلف هواپیماهای مسافربری، باربری و همچنین خدمات شرکت‌های هواپیمایی ارائه می‌کنند، منتشر می‌کند. برخی از ویدئوهای او بیش از ۱۲ میلیون بازدید داشته‌است. چویی به بیش از ۱۰۰ کشور سفر کرده و بیش از ۲۰۰۰ پرواز انجام داده‌است. او هر سال بیش از ۳۰۰٬۰۰۰ مایل را برای آزمایش پروازها و به اشتراک گذاشتن نظرات خود طی می‌کند. در سال ۲۰۱۹، چویی به هواپیمای لوکس بوئینگ ۷۴۷اس‌پی که قبلاً متعلق به خانواده سلطنتی قطر بود، دعوت شد و به عنوان تنها مسافر این پرواز چهار ساعت از همیلتون، کانادا به مارانا، آریزونا پرواز کرد. او در حال حاضر وبلاگ شخصی خود را اداره می‌کند و برای رسانه‌های جهانی مانند خبرگزاری بلومبرگ و سی‌ان‌ان تحلیل‌های هوانوردی می‌نویسد.
در مورد روابط چویی با شرکت‌های هواپیمایی نقدهایی مبنی بر شفاف‌نبودن و گمراه‌کننده‌بودن وجود دارد. برای مثال گفته می‌شود او از سوی دولت کره شمالی دستمزد گرفت تا در نمایشگاه هوایی این کشور شرکت کند و نظرات مثبتی ارائه کند.

## کتاب‌ها
| عنوان                                   | ناشر                            | سال انتشار | شابک                |
| --------------------------------------- | ------------------------------- | ---------- | ------------------- |
| ایر۱ - عکس‌های هوایی سم چویی             | Zkoob Limited                   | ۲۰۰۸       | شابک ‎۹۷۸–۹۸۸۱۷۵۰۰۰۶ |
| ایر۲ - عکس‌های هوانوردی و گزارش‌های پرواز | شرکت پیکسلیوم                   | ۲۰۱۲       | شابک ‎۹۷۸۹۸۸۹۹۱۸۶۵۱  |
| ایر۳ - عکس‌های هوانوردی و تجربه‌های پرواز | مطبوعات هوانوردی Astral Horizon | ۲۰۱۴       | شابک ‎۹۷۸–۹۸۸۱۳۷۰۹۰۷ |
| ایر۷۴۷: تجربه اشتیاق: جامبو جت بوئینگ   | مطبوعات هوانوردی Astral Horizon | ۲۰۲۰       | شابک ‎۹۷۸۰۹۹۳۲۶۰۴۹۰  |